# 讷沙托站
讷沙托站，是法国的一个铁路车站，位于法国城市讷沙托。

## 位置
讷沙托站位于讷沙托市区的西北部。车站大致呈南北走向，开口朝东。
讷沙托站位于屈尔蒙-沙兰德雷－图勒铁路线上，该铁路是卢森堡－第戎铁路干线通道的组成部分，其所经过的南锡—梅斯—卢森堡一线也是法国东北地区的重要经济带之一。但由于讷沙托附近人口密度较小，客流需求量不大，因此第戎—南锡一线的客运列车数量并不多。

## 设施
讷沙托站设有人工售票窗口，其开放时间如下：
- 周一至五：05:20~22:35
- 周六：06:10~22:35
- 周日及节假日：06:15~11:40和12:50~22:35

此外，讷沙托站还设有自动售票机等设施。

## 停靠线路
以下列车线路在讷沙托站停靠：
| 讷沙托站列车线路表 |              |          |        |              |
| 线路               | 车种         | 上一站   | 下一站 | 大致运行频率 |
| 尼斯—梅斯          | TGV          | 屈尔蒙   | 图勒   | 每天1趟      |
| 图卢兹—南锡        | TGV          | 第戎     | 南锡   | 每周2趟左右  |
| 讷沙托—南锡        | 法国大区列车 | （起点） | 图勒   | 每天3趟左右  |
| 1.                 |              |          |        |              |

## 配套交通

### 长途客车
| 停靠讷沙托站的大巴车 |                                  | |
| 上下车地点           | 运营单位                         | 主要目的地 |
| 讷沙托站门口         | 上马恩省城际客运 Car Haute-Marne | - 小利福勒、圣布兰、里莫库尔、肖蒙 |
| 讷沙托站门口         | 孚日省城际客运 Livo              | - 42线：弗雷维尔、大利福勒 - 47线：维泰勒、孔特雷克塞维尔、索维尔、弗雷库尔、科隆贝莱贝勒 - 51线：韦维尔、维奥库尔、维什雷、伯沃赞 - 133线：谢尔米塞、米德勒沃、锡奥讷、格朗 |
| 讷沙托站门口         | SNCF Car TER Lorraine            | - 7线：苏洛斯苏圣埃洛夫、欧特勒维尔、栋日耳曼、图勒、南锡 - 10线：米雷库尔、埃皮纳勒 - 当铁路线施工或罢工时，SNCF可能也会提供途径该线路沿途站点的大巴车                      |
| 1. 2. 3. 4.          |                                  | |

### 市内交通
讷沙托站附近暂无城市公共交通线路。

### 社会车辆
讷沙托站站前大约有十余个停车位。

## 临近车站
| 讷沙托站（Gare de Neufchâteau） |                           |          |
| 上行车站                        | 线路                      | 下行车站 |
| 梅雷站                          | 屈尔蒙-沙兰德雷－图勒铁路 | 图勒站   |
| - 本表仅显示运营中的线路及车站  |                           |          |